# Episodi de Le avventure di Bailey (sesta stagione)
La sesta stagione della serie televisiva Le avventure di Bailey è stata trasmessa in anteprima nel Regno Unito dalla BBC tra il 28 ottobre 1991 e il 2 dicembre 1991.
| nº | Titolo originale                     | Titolo italiano | Prima TV UK      | Prima TV Italia |
| -- | ------------------------------------ | --------------- | ---------------- | --------------- |
| 1  | Rumpole a la Carte                   |                 | 28 ottobre 1991  |                 |
| 2  | Rumpole and the Summer of Discontent |                 | 4 novembre 1991  |                 |
| 3  | Rumpole and the Right to Silence     |                 | 11 novembre 1991 |                 |
| 4  | Rumpole at Sea                       |                 | 18 novembre 1991 |                 |
| 5  | Rumpole and the Quacks               |                 | 25 novembre 1991 |                 |
| 6  | Rumpole for the Prosecution          |                 | 2 dicembre 1991  |                 |